# MK2 Odéon (côté Saint-Germain)
Pour les articles homonymes, voir Odéon.
Le MK2 Odéon (côté Saint-Germain), anciennement MK2 Odéon, est une salle de cinéma du groupe MK2 située dans le 6e arrondissement de Paris au 113, boulevard Saint-Germain.

## Historique
Le cinéma était historiquement constitué d'une grande salle unique en amphithéâtre (le Paramount Odéon) avant d'être agrandi et structuré en cinq salles indépendantes (le Paramount City Odéon) avec une programmation en version française. Son ancien propriétaire Parafrance ayant fait faillite, le cinéma est repris par le groupe MK2 en 1986  et devient le 14 Juillet Odéon, puis le MK2 Odéon en 1998, et enfin le MK2 Odéon (côté Saint-Germain) en 2006. Il propose une programmation classique en version originale couplée à celle d'art et essai du cinéma proche, le MK2 Odéon (côté Saint-Michel).

## Accès
Le cinéma est accessible par les lignes 4 et 10 à la station Odéon.